# Вооружённые силы Кабо-Верде

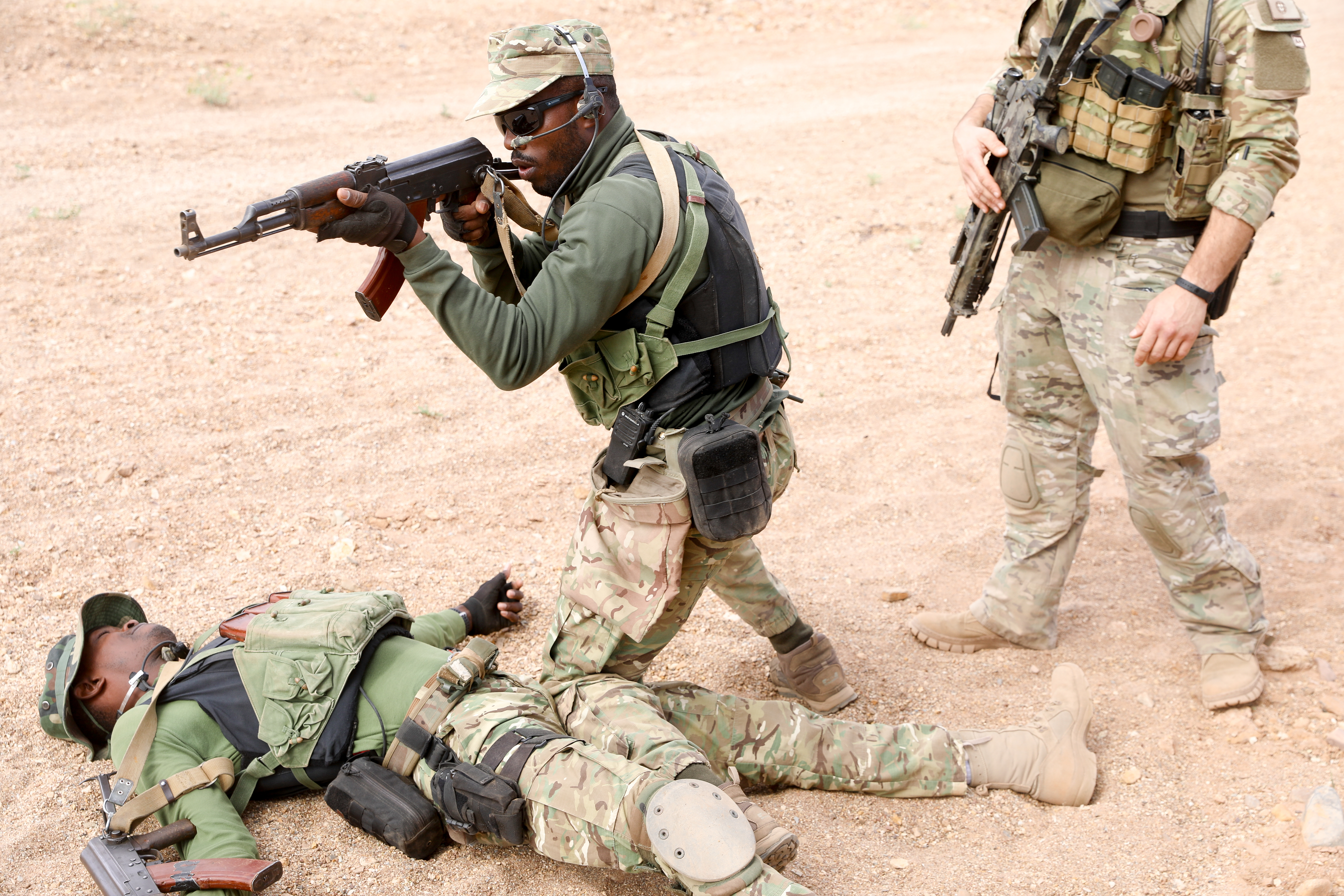
военнослужащие Кабо-Верде на учениях (2020 год)

Вооружённые силы Кабо-Верде (порт. Forças Armadas Cabo Verdeanas) включают в себя два подразделения: Национальную гвардию и береговую охрану.

## История
В 1496 году острова Зелёного Мыса стали колонией Португалии. После второй мировой войны национально-освободительное движение на островах и в других африканских колониях Португалии активизировалось, и на островах (которые использовались в качестве промежуточной военной базы) началось интенсивное военное строительство (были модернизированы аэродромы и морские порты). В 1961 году колония получила статус заморской провинции Португалии.
После апрельской революции 1974 года в Португалии островам была предоставлена независимость, началось создание регулярных вооружённых сил (получивших название Народно-революционных вооруженных сил - Forças Armadas Revolucionarias do Povo, FARP), в распоряжение которых перешли оставшиеся на территории страны объекты военной инфраструктуры. Они состояли из армии (Exército) и береговой охраны (Guarda Costeira). 
В начале 1990-х годов вооруженные силы Кабо-Верде были переименованы.
В 2007 году началась военная реформа, в ходе которой армия была преобразована в Национальную гвардию (Guarda Nacional).
Совместно с полицией Кабо-Верде FACV провели операцию "Летающий запуск" (Operacão Lancha Voadora), успешную операцию по пресечению деятельности группы наркоторговцев, которая занималась контрабандой кокаина из Колумбии в Нидерланды и Германию, используя Кабо-Верде в качестве пункта перезаказа. Операция заняла более трех лет, будучи секретной операцией в течение первых двух лет, и завершилась в 2010 году[уточнить].
В 2019 году по программе военной помощи из Люксембурга было получено 35 автоматов.

## Современное состояние

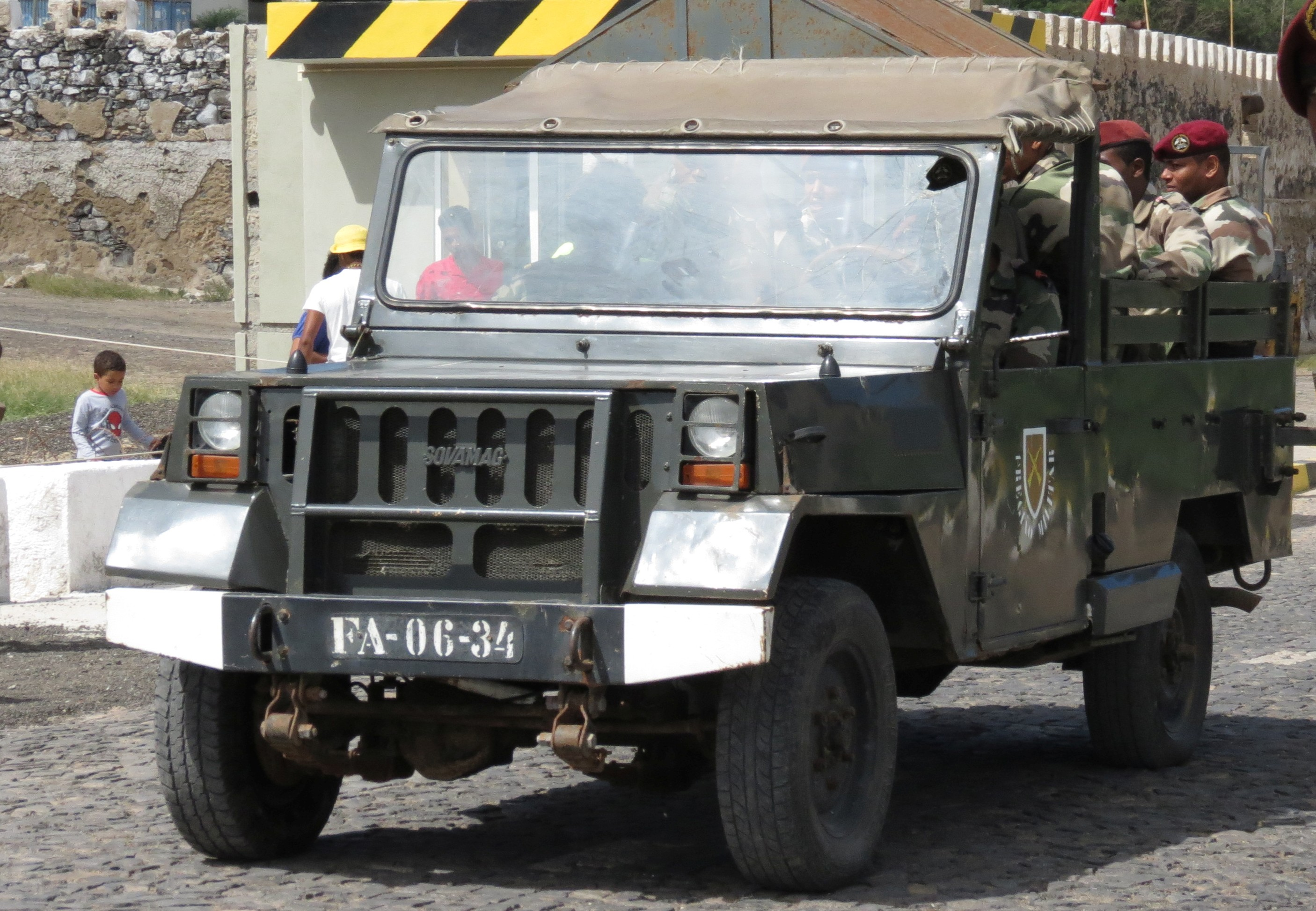
автомашина подразделения военной полиции Кабо-Верде (2016 год)

По состоянию на начало 2022 года общая численность регулярных вооружённых сил составляла 1,2 тыс. человек, комплектование личным составом осуществлялось по призыву (срок службы - 14 месяцев).
- национальная гвардия насчитывала 1 тыс. человек (два пехотных батальона и один инженерный батальон), 10 бронемашин БРДМ-2, 18 миномётов (шесть 120-мм М-43 и 12 82-мм миномётов), 30 зенитных установок (12 ЗУ-23-2 и 18 14,5-мм ЗПУ-1)[1], также имелись стрелковое оружие и автомобильная техника.
- военно-воздушные силы насчитывали 100 человек и три транспортных самолёта Ан-26[1].
- береговая охрана насчитывала 100 человек и пять патрульных катеров[1].